# Gauss (bateau)
Pour les articles homonymes, voir Gauss (homonymie).
Le Gauss (orthographié Gauß) est un navire construit en Allemagne spécialement pour l'exploration polaire, et portant le nom du mathématicien et physicien Carl Friedrich Gauss. Il participe notamment à l'expédition Gauss (1901-1903) d'Erich von Drygalski en Antarctique.
Acheté par Joseph-Elzéar Bernier pour le Canada en 1904, le navire est rebaptisé CGS Arctic et effectue des voyages annuels dans l'Arctique canadien jusqu'en 1925.

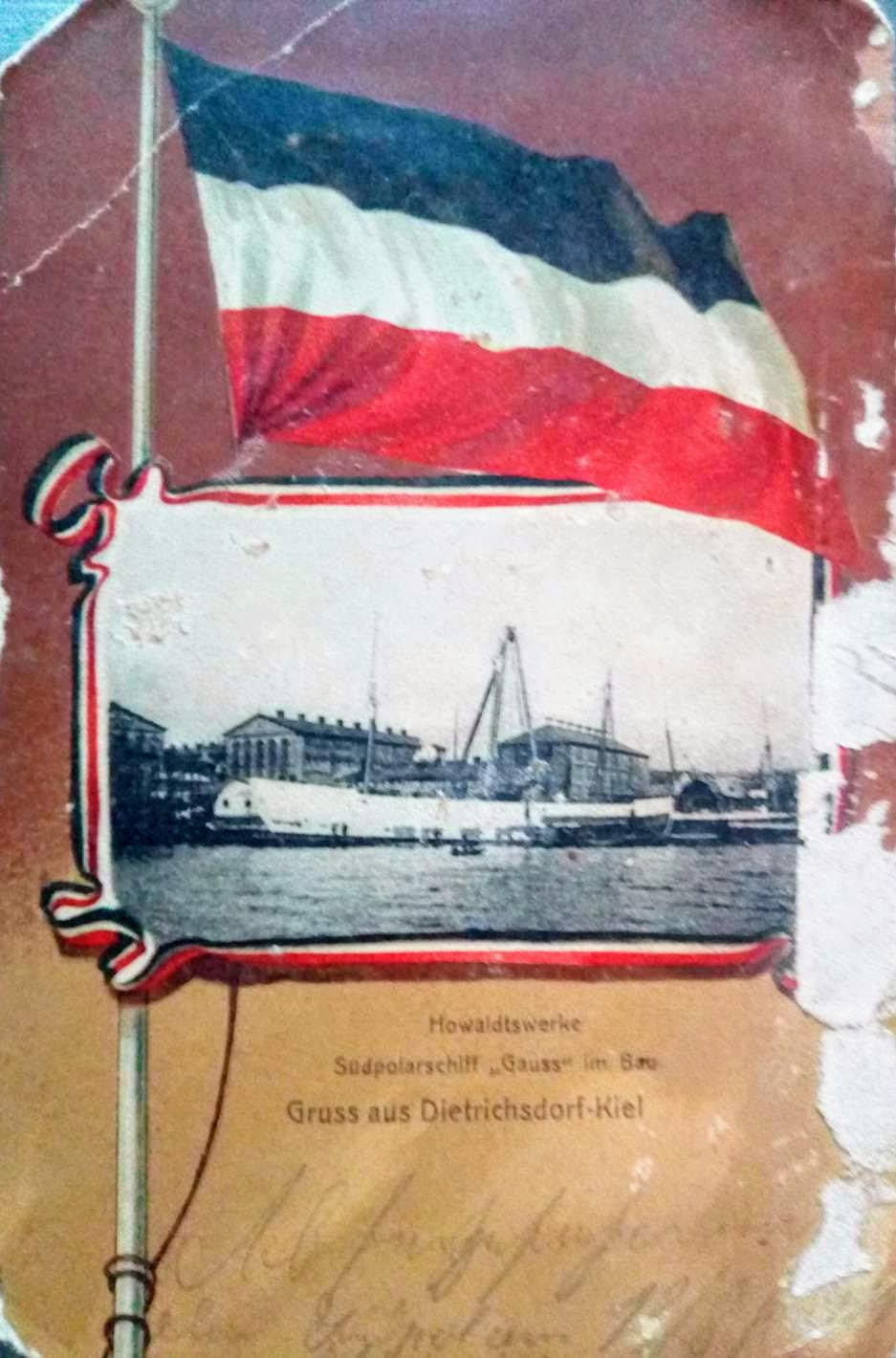
Carte postale montrant la construction du Gauss.
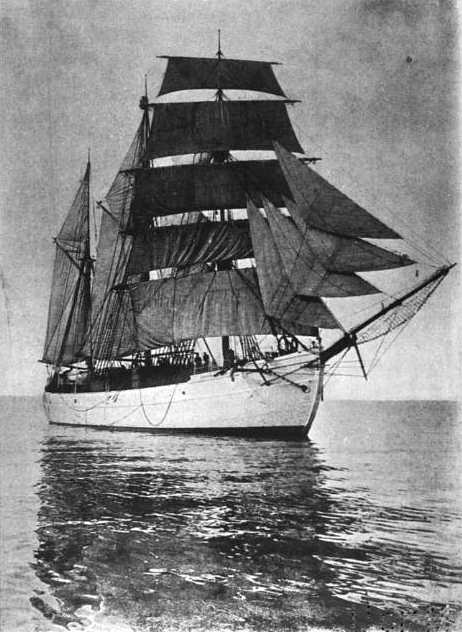
Le Gauss voiles dehors.
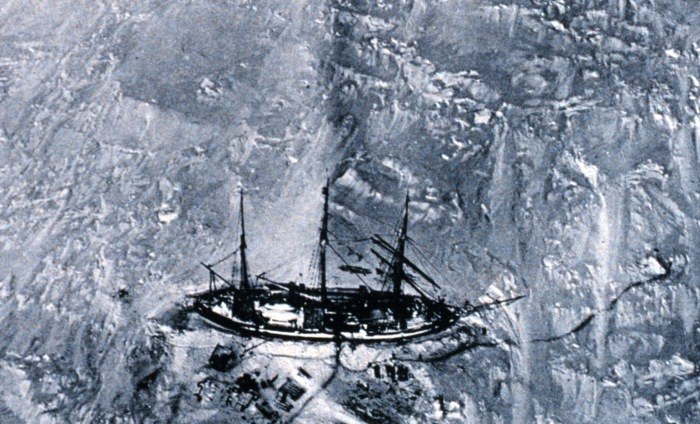
Vue aérienne depuis un ballon captif du Gauss pris dans le pack durant l'expédition Gauss.